# Micrognathus andersonii
Micrognathus andersonii és una espècie de peix de la família dels singnàtids i de l'ordre dels singnatiformes.

## Morfologia
- Els mascles poden assolir 8,5 cm de longitud total.[4][5]

## Reproducció
És ovovivípar i el mascle transporta els ous en una bossa ventral, la qual es troba a sota de la cua.

## Hàbitat
És un peix marí de clima tropical i associat als esculls de corall que viu entre 0-10 m de fondària.

## Distribució geogràfica
Es troba des de l'Àfrica oriental i el Mar Roig fins a Samoa, el sud del Japó, Tonga i Micronèsia (des de Palau fins a l'est de les Illes Carolines i Mariannes).